# Rekwizycja
Rekwizycja (z łac. requisitio 'badanie' od requirere 'potrzebować, szukać, pytać o coś') – termin prawniczy oznaczający:

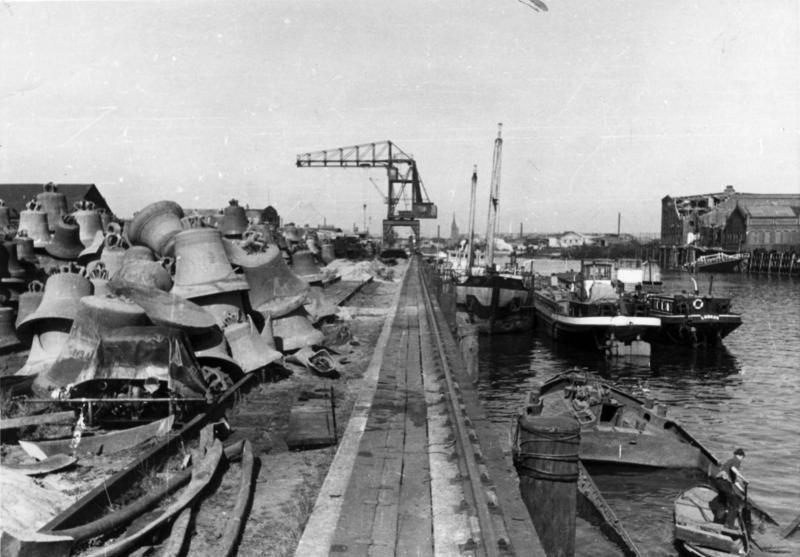
Skład zarekwirowanych dzwonów w porcie w Hamburgu w 1947 roku

- zajęcie środków żywności lub innych przedmiotów lub nakładanie świadczeń w naturze, zwykle na potrzeby wojska, za odszkodowaniem;
- wezwanie skierowane przez organ władzy lub administracji do innego organu z żądaniem udzielenia pomocy lub poparcia;
- zwrócenie się jednego sądu do innego o wykonanie określonych czynności sądowych.

Rekwizycję w znaczeniu pierwszym należy odróżnić od sekwestru w znaczeniu pierwszym (gdzie brak rozstrzygnięcia o własności) i konfiskaty (gdzie brak odszkodowania).
Przykłady rekwizycji w znaczeniu pierwszym: 
- Ustawa z 30 marca 1939 r. o powszechnym obowiązku świadczeń rzeczowych (Dz.U. z 1939 r. nr 30, poz. 200) (uchylona)
- Dekret z 28 sierpnia 1952 r. o obowiązkowych dostawach ziemniaków (Dz.U. z 1952 r. nr 37, poz. 255) (uchylony)
- Ustawa z 11 marca 2022 r. o obronie Ojczyzny (Dz.U. z 2022 r. poz. 655) – Dział XXI Świadczenia na rzecz obrony – art. 618 – 647.

## Rekwizycje wojenne
Rekwizycje wojenne na terytorium okupowanym regulują art. 52 – 54 regulaminu wojny z 1907 oraz postanowienia konwencji genewskiej z 1949 roku o ochronie osób cywilnych.
Przykładem rekwizycji wojennych były rekwizycje dzwonów kościelnych na potrzeby wojenne w czasie dwóch wojen światowych. W czasie II wojny światowej 4 sierpnia 1941 r. niemiecki rząd Generalnej Guberni wydał zarządzenie o rekwizycji dzwonów kościelnych z przeznaczeniem jako surowiec dla przemysłu wojennego. Wszelkiego rodzaju i wielkości dzwony nakazano dostarczyć w ustalone miejsca pod surowymi karami, skąd następnie wysyłano je do hut żelaza w III Rzeszy. Władze niemieckie podczas okupacji ziem polskich nakazały aby zdejmowanie z wież kościelnych, dzwonnic i dowóz dzwonów na miejsce wskazane odbywało się na koszt parafii. W latach 1940–1944 Niemcy zarekwirowali w sumie ok. 100 tys. dzwonów, wśród których znajdowały się także dzwony o charakterze zabytkowym. Pod zakończeniu II wojny zachowało się jeszcze 16 tysięcy dzwonów, z tego 1300 znajdowało się na tzw. cmentarzu dzwonów (niem.Glockenfriedhof) w Hamburgu.